# Resident Evil: Apocalipsi
Resident Evil: Apocalipsi (Resident Evil: Apocalypse) és el segon lliurament cinematogràfic de la saga de pel·lícules basades en els videojocs de Resident Evil. Aquesta pel·lícula de ciència-ficció de caràcter apocalíptic i de survival horror es va estrenar el 2004. Està ambientada a la ciutat fictícia de Raccon City i la protagonitza, com a tota la saga de pel·lícules fins avui dia, és Milla Jovovich en el paper d'Alice.
Aquesta segona part fa referència al segon i al tercer videojocs, Resident Evil 2 i Resident Evil 3: Nemesis, també incorpora alguns elements del quart videojoc (sense número) Resident Evil Code: Veronica, i inclou com a personatges principals a Jill Valentine, Carlos Oliveira, Nèmesi, Nicholai Ginovaef i Mikhail Victor, entre d'altres, encara que alterats, ja que no tots protagonitzen el seu paper corresponent al videojoc. Aquesta pel·lícula ha estat doblada al català.

## Argument
La pel·lícula comença allà on es va acabar l'anterior Resident Evil. Tretze hores després que el T-virus fos alliberat al Rusc, les instal·lacions subterrànies de la Corporació Umbrella, un equip d'investigació ignorant les advertències d'Alice en la pel·lícula anterior entra al complex i és atacat per zombis i altres éssers mutants afectats pel virus, com els lickers. Els monstres i el virus s'escapen del centre i s'escampen per la ciutat. N'Alice, que havia estat estabornida pels agents de la Corporació en el film anterior, és traslladada a un centre d'investigació de la Corporació a la mateixa Raccoon City, allà experimenten amb ella i la mantenen sedada. Mentrestant la Corporació ha aïllat i tancat Raccoon City, i un equip intenta evacuar ràpidament els principals científics de la Corporació que quedaven a la ciutat. La filla d'un dels principals científics, Angela Ashford, queda atrapada dins del perímetre de la ciutat quan el cotxe que la traslladava té un accident.
N'Alice es desperta i fuig del centre on la tenien tancada. Descobreix que la ciutat està deserta, agafa una arma d'un cotxe de policia abandonat i comença a caminar. En una altra banda de la ciutat hi ha l'últim pont obert, Ravens Gate, per on fugen els evacuats, dos policies Jill Valntine i Peyton Wells s'encarreguen de mantenir l'ordre. Un home que pateix un atac de cor queda infectat pel virus i mossega en Peyton quan intenta ajudar-lo. El supervisor de la Corporació Timothy Cain ordena tancar el pont i disparar a qualsevol que intenti sortir. Un munt de ciutadans queden atrapats i es veuen forçats a tornar a la ciutat. La Coprporació decideix enviar una bomba nuclear que arrasi la ciutat i destrueixi tant el virus com els zombis i els mutants.
N'Alice comença a recordar què li han fet al centre hospitalari i descobreix que està infectada amb el virus, però estranyament no s'ha convertit en zombi sinó que ara é smés forta, més ràpida i més letal. La pel·lícula ens mostra diverses històries de personatges que estan atrapats a la ciutat i que intenten defensar-se i fugir. Per una banda està un delinqüent anomenat LJ, per una altra uns soldats de la Corporació anomenats Carlos Olivera, Nicholai Ginovaef i Yuri Loginov, que junt amb altres policies i soldats intenten aturar l'ofensiva zombi i salvar civils, també hi ha els dos policies Jill i Peyton, junt amb Terry, una periodista que ara va amb ells, que queden atrapats dins d'una església i que són salvats per n'Alice. Fora de la ciutat hi ha el pare d'Angela, el doctor Charles Ashford, que s'ha infiltrat a la xarxa de vigilància i comunicacions de la ciutat, i mentre rastreja la ciutat buscant la seva filla, localitza el grup d'Alice. Contacta amb ells i els ofereix l'opció d'una evacuació extraordinària si aconsegueixen rescatar a la seva filla, que està amagada en una habitació de la seva escola. De tant en tant apareix un zombi o un licker que mossega i/o mata algun dels protagonistes.
La Corporació Umbrella envia en Nèmesis, un soldat zombie mutat fruit dels experiments de la Corporació, que està controlat pels científics. En Nèmesis té ordres de matar tots els soldats que queden vius, entre ells en Carlos i els seus companys. En LJ, que s'havia unit a un grup de soldats, es salva de l'atac de Nèmesis perquè en Nèmesis no l'identifica com a soldat i l'ignora. En un atac de Nèmesis al grup, n'Alice se separa d'ells, la Jill i na Terri aconsegueixen escapar-se i marxar cap a l'escola, de camí es troben primer en LJ i després en Carlos i en Nicholai. Un grup de zombis i lickers mata en Nicholai i na Terri, però n'Alice reapareix i aconsegueix salvar la resta. Tots junts troben n'Angela. N'Angela els explica que el seu pare és el creador del virus i també de l'agent antivíric, que els va crear un per a ajudar a la seva filla a caminar i l'altre per a evitar les mutacions que provocava el virus, la Corporació li va prendre l'invent i va començar a experimentar amb ell. Subministren l'antivíric a en Carlos, ja que havia estat infectat.
El doctor envia un helicòpter per a rescatar-los a tots, l'han d'anar a trobar a l'edifici de l'ajuntament. Mentrestant en Cain s'assabenta del pla del doctor i envia en Nèmesis per a aturar-los. El grup i el doctor són fets presoners, però n'Alice aconsegueix escapar-se. En Cain obliga a n'Alice que lluiti amb en Nèmesis, com que ella s'hi nega, mata el doctor. Els dos lluiten i ella el venç, i en Cain li demana que el mati, però aleshores ella s'adona que en Nèmesis és en realitat en Matt Adison, un policia amb qui havia fet amistat en la pel·lícula anterior i l'únic supervivent, a part d'ella, de la batalla i la fugida del Rusc i s'hi nega. En Nèmesis la recorda i decideix defensar-la. En Nèmesis mor protegint-la, ella queda ferida pels restes d'un helicòpter que explota a prop, en Carlos i n'Angela aconsegueixen pujar a un altre helicòpter i fugir enduent-se n'Alice amb ells, en Cain també intenta fugir en l'helicòpter però n'Alice el llença al buit i ell mor a mans dels zombis del carrer.
En aquest moment la bomba nuclear explota i destrueix la ciutat, l'onada expansiva arriba fins a l'helicòpter on viatgen i s'estavella, un tub que surt disparat es dirigeix cap a n'Angela, però n'Alice es posa enmig de la tragectòria de l'objecte que se li clava a l'estómac, salvant la nena. El doctor Isaacs de la Corporació rescata el cos de n'Alice del lloc de l'accident i se l'endu a unes instal·lacions secretes. La Corporació afirma públicament que la ciutat ha patit l'explosió d'un reactor nuclear i que ha sigut tot un accident. Mentrestant en Carlos, la Jill, n'Angela i en LJ, els dos primers oficialment fugitius de la justícia, arriben al complex just quan n'Alice desperta, comença a recordar què li ha passat i aconsegueix de fugir del laboratori, tots es retroben i marxen junts en un cotxe, el doctor Isaacs permet la fugida afegint que s'ha iniciat el "programa Alice", fet que confirmen el logotip de la Corporació als ulls d'Alice i la presència d'un satèl·lit dedicat.

## Repartiment
- Milla Jovovich: Alice
- Sienna Guillory: Jill Valentine
- Oded Fehr: Carlos Olivera
- Thomas Kretschmann: Timothy Cain
- Razaaq Adoti: Peyton Wells
- Matthew G. Taylor: Nèmesis
- Sandrine Holt: Terry Morales
- Sophie Vavasseur: Angela Ashford
- Jared Harris: Dr. Charles Ashford
- Mike Epps: Lloyd Jefferson (LJ) Wayne
- Zack Ward: Nicholai Ginovaef
- Iain Glen: Dr. Sam Isaacs
- Stefen Hayes: Yuri Loginov
- Dave Nichols: Capità Henderson
- Geoffrey Pounsett: Angus Mackenzie
- Megan Fahlenbock: Marla Maples